# Christian Falocchi
Christian Falocchi (* 30. Januar 1997 in Lovere) ist ein italienischer Leichtathlet, der sich auf den Hochsprung spezialisiert hat.

## Sportliche Laufbahn
Erste internationale Erfahrungen sammelte Christian Falocchi im Jahr 2017, als er bei den Halleneuropameisterschaften in Belgrad mit übersprungenen 2,21 m in der Qualifikationsrunde ausschied. Im Juli gewann er dann bei den U23-Europameisterschaften in Bydgoszcz mit 2,24 m die Silbermedaille hinter dem Belarussen Dsmitryj Nabokau. Im Jahr darauf siegte er mit 2,19 m bei den U23-Mittelmeer-Meisterschaften in Jesolo und 2022 gelangte er bei den Mittelmeerspielen in Oran mit 2,16 m auf Rang acht. Anschließend schied er bei den Europameisterschaften in München mit 2,12 m in der Qualifikationsrunde aus. Im Jahr darauf wurde er bei den Halleneuropameisterschaften in Istanbul mit 2,19 m Sechster.
2022 wurde Falocchi italienischer Hallenmeister im Hochsprung.

## Persönliche Bestleistungen
- Freiluft: 2,24 m, 15. Juli 2017 in Bydgoszcz
  - Halle: 2,25 m, 4. Februar 2017 in Ancona